# 彼得·肯诺
彼得·肯诺（英語：Peter Kennaugh，1989年6月15日—），英国男子自行车运动员，2011年世界场地自行车锦标赛男子团体追逐赛铜牌得主、2012年世界场地自行车锦标赛男子团体追逐赛金牌得主、2012年夏季奥运会男子团体追逐赛金牌得主。